# Prajzština
Prajzština, též hlučínské nářečí, je nářečí češtiny, respektive podtyp lašských nářečí, užívaný na Hlučínsku.

## Historické a geografické vymezení
11. června 1742 byl uzavřen Vratislavský mír mezi Marií Terezií a pruským králem Friedrichem II., čímž byl ukončen pruský výboj o rakouské dědictví. Marie Terezie Prusku odstoupila Kladsko a téměř celé Slezsko (s výjimkou Niska, části Opavska, Krnovska a Těšínska). Novými hranicemi Hlučínska se tak stávají řeky Opava a Odra. Obyvatelé, kteří žijí za řekou (na území Hlučínska), se stávají Prusy (prajzaci), zbytek území zůstává ve vlastnictví císařovny (cisaraci). Ztrátu Slezska potvrzuje i Drážďanský mír (25. prosince 1745), který je uzavřen po druhém útoku Pruska proti Habsburské monarchii.
Tento stav přetrvával až do roku 1918. Na území Hlučínska vzniklo specifické nářečí. Prajzština má vlivy tří jazyků: češtiny, polštiny a němčiny. Starší obyvatelé zcela samozřejmě vkládají do své mluvy germanismy nebo dokonce celé německé věty.
V hlučínském nářečí publikují místní autorky Lidie Rumanová a Jana Schlossarková.

## Jevy charakterizující lašské nářečí
- Zrušení rozdílu mezi dlouhými a krátkými samohláskami

- Hlavní slovní přízvuk bývá na druhé slabice od konce slova

- Ť, ď, st nahrazováno č, dž,šč

Měla tak čisto, že by se dalo z dlažky ješč. 
/Měla tak uklizeno, že by se dalo jíst ze země./
- Používání předložky do místo předložky k, ke a ani místo jako

Idu do doktora. 
/Jdu k lékaři./
Hledži ani huš do šklenky. 
/Hledí jako husa do flašky./
Zadarmo i do buta. 
/Když je to zdarma, bereme všechno./
- Častější e uprostřed slova

Žaden něni ušity do mustra. 
/Nikdo není 100%./
- 3. osoba množného čísla přítomného času má koncovku –u.

Miž či tlušči schudnu, či chudži budu pod zelenum. 
/Než ti tlustí zhubnou, hubení budou mrtví./
- Sblížení tvrdých a měkkých typů podstatných jmen středního rodu s koncovkou –o.

Ma srco v galatach. 
/Má strach./
- Snaha o zevšeobecnění skloňovaných koncovek. šV 3. pádě množného čísla podstatných jmen všech rodů a skloňovacích typů je koncovka -am, jen výjimečně u některých podstatných jmen rodu mužského a u podstatných jmen rodu středního typu „kuře“ koncovka –um.

Je s ostudum jedna ruka. 
/Dělá ostudu./
- Používání germanismů

Na Mutertag se v Kravařu dorty honcuju. 
/Na svátek matek se v Kravařích pečou dorty./
Maryka čapni, fliger leči. 
/Marie dřepni si, letí letadlo./